# He Makes Me Feel Like Dancin'
He Makes Me Feel Like Dancin' é um filme-documentário estadunidense de 1983 dirigido e escrito por Emile Ardolino, que conta a carreira artística do dançarino Jacques d'Amboise. Venceu o Oscar de melhor documentário de longa-metragem na edição de 1984.